# Atlanta Chiefs 1971
Questa pagina raccoglie i dati riguardanti gli Atlanta Chiefs nelle competizioni ufficiali della stagione 1971.

## Stagione
La rosa della stagione precedente venne in gran parte confermata, ed alla guida della squadra venne confermato Vic Rouse, sempre nelle vesti di allenatore-giocatore.
La squadra dopo aver vinto la Southern Division arrivò a disputare la finale del torneo, la seconda in assoluto degi Chiefs dopo quella vittoriosa del 1968. In finale affrontarono i Dallas Tornado: nel primo incontro del 12 settembre gli Chiefs vinsero per 2-1, ma soccombettero nelle due sfide seguenti, lasciando così il titolo alla squadra texana.

## Organigramma societario
Area direttiva
- General Manager: Vic Rouse

Area tecnica
- Allenatore: Vic Rouse

## Rosa
| N. |                        | Ruolo | Calciatore       |
| -- | ---------------------- | ----- | ---------------- |
| 1  | Germania (bandiera)    | P     | Manfred Kammerer |
| 2  | Galles (bandiera)      | P     | Vic Rouse        |
| 3  | Inghilterra (bandiera) | D     | John Cocking     |
| 4  | Inghilterra (bandiera) | D     | Barry Lynch      |
| 5  | Inghilterra (bandiera) | D     | Ken Bracewell    |
| 6  | Giamaica (bandiera)    | D     | Henry Largie     |
| 7  | Giamaica (bandiera)    | A     | Art Welch        |
| 8  | Inghilterra (bandiera) | A     | Michael Ash      |
| 9  | Canada (bandiera)      | C     | Nick Papadakis   |
| 10 | Scozia (bandiera)      | C     | Danny Paton      |

| N. |                        | Ruolo | Calciatore     |
| -- | ---------------------- | ----- | -------------- |
| 11 | Brasile (bandiera)     | D     | Uriel          |
| 12 | Canada (bandiera)      | C     | Alec Papadakis |
| 14 | Inghilterra (bandiera) | C     | Dave Metchick  |
| 15 | Zambia (bandiera)      | A     | Freddie Mwila  |
| 16 | Inghilterra (bandiera) | D     | Mick Hoban     |
| 19 | Stati Uniti (bandiera) | D     | Sonny Carter   |
| 24 | Sudafrica (bandiera)   | A     | Kaizer Motaung |
|    | Brasile (bandiera)     | A     | Iris DeBrito   |
|    | Stati Uniti (bandiera) | D     | Alan Hamlyn    |